# Иверский сельский совет (Солонянский район)
Иверский сельский совет (укр. Іверська сільська рада) — входит в состав Солонянского района Днепропетровской области Украины.
Административный центр сельского совета находится в с. Иверское.

## Населённые пункты совета
- с. Иверское
- с. Кашкаровка
- с. Малая Калиновка
- с. Николо-Мусиевка
- с. Мирополь
- с. Александровка
- с. Осипенко
- с. Растанье
- с. Анно-Мусиевка